# Tianhe-1A
Der Tianhe-1A (chinesisch 天河一号, Milchstraße-1A) ist ein chinesischer Supercomputer.
Mit einer Rechenleistung von 2,56 Petaflops (gemessen nach Linpack-Benchmark) löste der Tianhe-1A im November 2010 den US-amerikanischen Cray Jaguar (1,76 PFLOPS) als bis dahin weltweit leistungsstärksten Supercomputer ab. Im Juni 2011 wurde dieser Rekord vom viermal schnelleren japanischen Fujitsu K computer (10,51 PFLOPS) übertroffen.
Mit einer Anschlussleistung von etwa 4 Megawatt ist er deutlich energieeffizienter als sein Vorgänger an der Spitze, der Jaguar des Oak Ridge National Laboratory (etwa 7 Megawatt).
Im Juni 2012 galt der Tianhe-1A als das fünftschnellste Rechnersystem der Welt, hinter dem SuperMUC in München (2,9 PFLOPS). Die theoretische Maximalleistung liegt bei 4,67 Petaflops. Der Tianhe-1A besteht aus 7.168 Nvidia Tesla M2050 GPGPUs mit je 448 Prozessorkernen und 14.336 Intel Xeon X5670 CPUs mit je sechs Prozessorkernen. Er wurde von der Universität für Wissenschaft und Technik der Landesverteidigung entwickelt und steht im National Supercomputing Center in Tianjin. Als Betriebssystem dient eine speziell angepasste Linux-Distribution.
Das Nachfolgesystem Tianhe-2 war mit rund 13-facher Rechenleistung (33,86 PFLOPS) vom Juni 2013 bis zum Juni 2016 der weltweit leistungsstärkste Supercomputer.
Der Computer musste am 13. August 2015 heruntergefahren werden, nachdem das Gebäude des National Supercomputing Center bei der Explosionskatastrophe in Tianjin beschädigt wurde. Der Computer selbst wurde nicht beschädigt.
Bis Ende 2017 wurde der Tianhe-1A von mehr als 1600 Kunden genutzt und erfüllte dabei im Durchschnitt mehr als 1400 Aufträge pro Tag. Damit ersparte er besagten Kunden nach vorsichtigen Schätzungen bis zu 100 Millionen Yuan an Forschungs- und Entwicklungskosten, die Firmen erwirtschafteten durch die Nutzung des Computers einen Gewinn von mehr als 300 Millionen Yuan. Neben seiner breiten Anwendung bei der Erstellung von Computer Generated Imagery, Electronic Banking und Big Data wird der Rechner seit 2012 auch für das Cloud Computing beim E-Government des Tianjiner Stadtbezirks Binhai (sein Standort) eingesetzt, daneben auch für Ölsuche, Biomedizin, Erneuerbare Energien, Materialforschung und die Entwicklung von High-End-Geräten.